# Just Keep Watching
„Just Keep Watching” – piosenka kanadyjskiej piosenkarki Tate McRae. Została wydana 30 maja 2025 r. przez RCA i Atlantic Records oraz Apple Video Programming jako czwarty singiel z albumu ze ścieżką dźwiękową filmu F1.

## Tło i kompozycja
McRae została ujawniona jako część ścieżki dźwiękowej 1 maja 2025 r. Utwór jest efektem współpracy z producentami Tylerem Spry i Ryanem Tedderem. „Just Keep Watching” to „szybko poruszający się utwór klubowy”, który ma pasować do „wysokiej energii” filmu, z „napędzającym rytmem” w refrenie. Zawiera „szybko-drgającą perkusję” przeznaczoną do charakterystycznej dla McRae „kinetic choreography”.

## Teledysk
Towarzyszący teledysk, wyreżyserowany przez Bardię Zeinali, miał premierę na kanale McRae na YouTube 30 maja 2025 r. Nawiązując do filmu Grease z 1978 r., McRae paraduje po „wywianym przez wiatr pasie startowym” i pozuje obok stosów opon, przeplatając to scenami pełnymi tańca z widzami ubranymi w stroje wyścigowe. Wizualizacje obejmują cięcia z nadchodzącego filmu.